# Zanclea macrocystae
Zanclea macrocystae is een hydroïdpoliep uit de familie Zancleidae. De wetenschappelijke naam van de soort werd in 1991 gepubliceerd door Xu, Huang & Chen.